# Sankt Bernhard Syndikatet
Sankt Bernhard Syndikatet er en dansk film instrueret af Mads Brügger. Filmen havde premiere d. 10. maj 2018.
Den fik blandede anmeldelser; fire stjerner af både soundvenue og i Politiken, mens Filmmagasinet Ekko tildelte to stjerner, og Ekstra Bladet kun gav én stjerne i.

## Medvirkende
- Frederik Cilius som Frederik
- Rasmus Bruun som Rasmus
- Odessa som Dollar
- Flemming Sørensen som Frederiks far
- Vibeke Manniche som Læge
- Mohamed Ali Osman som Mohamed
- Jonas Bransholm som Kunde
- Boyang Li som Beyond
- Tan Zheng som Jenny
- Wang Jiafei som Jason
- Liu Chonghua som Mr. Liu
- Lee Liheng som Mr. Ling
- Hongye Dai som Mr. Lings assistent
- Chen Xiang som Tea master
- Wang Shi som Komiker som spiller sax
- Tang Zhenquan som Chauffør
- Deng Zhong som CEO Arch Model Company
- Chen Yi som Bodyguard
- Li Jian som Bodyguard
- Yu Yu som Festdeltager
- Lisa Li som Festdeltager
- Yang Qianxi som Bud
- Chun Chan som Reklameinstruktør
- Wang Shihua som Reklameproducer
- Jing Peng som Reklameproducer
- Gao Pengju som Reklamefilmsfar
- Leng Chunyan som Reklamefilmsmor
- Wang Jingyu som Reklamefilmsbarn
- Yang Chenguang som Dog Boy
- Xue Chenglei som Reklamefotograf
- Qiu Yu som Ambulanceredder
- Wang Shihua som Ambulanceredder
- Shao Qianying som Chongqing-koordinator